# Западный (Семикаракорский район)
За́падный — посёлок в Семикаракорском районе Ростовской области.
Входит в состав Золотарёвского сельского поселения.

## Население
| 2010 |
| ---- |
| 2    |